# Touch Me in the Morning (песня)
«Touch Me in the Morning» (с англ. — «Прикоснись ко мне утром») — песня, записанная американской певицей Дайаной Росс для одноимённого студийного альбома. Песня была написана автором Motown Роном Миллером и молодым композитором Майклом Массером.
Песня была выпущена в качестве лид-сингла 3 мая 1973 года. Сингл поднялся на вершину чарта Billboard Hot 100, став вторым сольным хитом номер один и четырнадцатым в целом, считая её работу в The Supremes. Песня также возглавила чарт Easy Listening и вошла в первую пятерку чарта Hot Soul Singles.
Дайана Росс за эту песню получила свою третью сольную номинацию на премию «Грэмми» в категории Лучшее женское вокальное поп-исполнение, но уступила награду Роберте Флэк.

## Позиции в хит-парадах

### Еженедельные чарты
| Хит-парад (1973)                      | Высшая позиция |
| ------------------------------------- | -------------- |
| Австралия (Kent Music Report)         | 5              |
| Канада (RPM Top Singles)              | 6              |
| Канада (RPM Adult Contemporary)       | 2              |
| Великобритания (OCC UK Singles)       | 9              |
| США (Billboard Hot 100)               | 1              |
| США (Billboard Hot R&B/Hip-Hop Songs) | 5              |
| США (Billboard Adult Contemporary)    | 1              |
| США (Cash Box Top 100)                | 1              |

### Годовые чарты
| Хит-парад (1973)                           | Позиция |
| ------------------------------------------ | ------- |
| Австралия (Kent Music Report)              | 38      |
| Канада (RPM Top 100 Singles)               | 66      |
| Великобритания (UK Singles Chart)          | 83      |
| США (Billboard Top Easy Listening Singles) | 15      |
| США (Billboard Top Soul Singles)           | 45      |
| США (Billboard Top Pop Singles)            | 10      |
| США (Cash Box Top 100)                     | 5       |

### Чарты за всё время
| Хит-парад (1958—2018)   | Позиция |
| ----------------------- | ------- |
| США (Billboard Hot 100) | 440     |